# Canadian Online Explorer
O Canadian Online Explorer (também abreviado como CANOE, Canoe.ca ou Canoe Jam!) é um site de notícias e informações bilíngue do Canadá. Um subsidiário do Quebecor Media, o Canoe.ca está em atividade desde 4 de março de 1996, e ocupa a posição 2.015 no ranking Alexa. Sua parada musical é o Canada Airplay BDS, e é a oficial do país, segundo a IFPI e suas pesquisas são feitas pela Nielsen SoundScan, uma empresa de pesquisas de vendas, e execuções no mercado musical.